# Caleb Okoli
Memeh Caleb Okoli (Vicenza, 13 juli 2001) is een Italiaans-Nigeriaans voetballer die doorgaans speelt als centrale verdediger. In juli 2024 verruilde hij Atalanta Bergamo voor Leicester City.

## Clubcarrière
Okoli speelde in de jeugd van Vicenza en stapte in 2016 over naar de opleiding van Atalanta Bergamo. Deze club verhuurde hem in september 2020 aan SPAL. Hier maakte hij zijn professionele debuut op 21 november 2020, toen in de Serie A gespeeld werd tegen Pescara. Door doelpunten van Bartosz Salamon en Sebastiano Esposito werd met 2–0 gewonnen. Okoli mocht van coach Pasquale Marino in de basis beginnen en hij speelde het gehele duel. Zijn eerste doelpunt maakte hij op 10 april 2021, op bezoek bij Lecce. SPAL kwam door Mattia Valoti op voorsprong, waarna Zan Majer zorgde voor de gelijkmaker. Op aangeven van Federico Viviani was Okoli in de tweede helft verantwoordelijk voor de winnende treffer: 1–2.
Voorafgaand aan het seizoen 2021/22 werd Okoli opnieuw verhuurd, nu aan Cremonese. Na zijn terugkeer van die club kreeg de centrumverdediger de kans in het eerste elftal van Atalanta, waar hij zeventien competitiewedstrijden speelde. Het seizoen erop werd hij voor de derde maal verhuurd, nu aan Frosinone, net als Atalanta uitkomend in de Serie A. Na zijn komst miste hij twee competitiewedstrijden, verder speelde hij alle duels als basisspeler mee. In juli 2024 verkaste Okoli voor een bedrag van circa veertien miljoen euro naar Leicester City, waar hij zijn handtekening zette onder een verbintenis voor de duur van vijf seizoenen.

## Clubstatistieken
| Seizoen | Club             | Competitie     | Competitie | Competitie | Beker | Beker | Internationaal | Internationaal | Totaal | Totaal |
| Seizoen | Club             | Competitie     | Wed.       | Dlp.       | Wed.  | Dlp.  | Wed.           | Dlp.           | Wed.   | Dlp.   |
| ------- | ---------------- | -------------- | ---------- | ---------- | ----- | ----- | -------------- | -------------- | ------ | ------ |
| 2019/20 | Atalanta Bergamo | Serie A        | 0          | 0          | 0     | 0     | 0              | 0              | 0      | 0      |
| 2020/21 | → SPAL           | Serie B        | 16         | 1          | 3     | 0     | —              | —              | 19     | 1      |
| 2021/22 | → Cremonese      | Serie B        | 27         | 0          | 1     | 0     | —              | —              | 28     | 0      |
| 2022/23 | Atalanta Bergamo | Serie A        | 17         | 0          | 0     | 0     | —              | —              | 17     | 0      |
| 2023/24 | → Frosinone      | Serie A        | 34         | 0          | 3     | 0     | —              | —              | 37     | 0      |
| 2024/25 | Leicester City   | Premier League | 3          | 0          | 1     | 0     | —              | —              | 4      | 0      |
| Totaal  | Totaal           | Totaal         | 72         | 3          | 6     | 0     | 18             | 2              | 96     | 5      |

Bijgewerkt op 24 september 2024.

## Interlandcarrière
Okoli werd in september 2024 door bondscoach Luciano Spalletti opgeroepen voor het Italiaans voetbalelftal voor de UEFA Nations League 2024/25-wedstrijden tegen Frankrijk en Israël. Tijdens deze duels kwam hij niet in actie.